# Euphorbia deflexa
Euphorbia deflexa är en törelväxtart som beskrevs av John Sibthorp och James Edward Smith. Euphorbia deflexa ingår i släktet törlar, och familjen törelväxter. Inga underarter finns listade i Catalogue of Life.